# San Caprasio (Santa Cruz de la Serós)

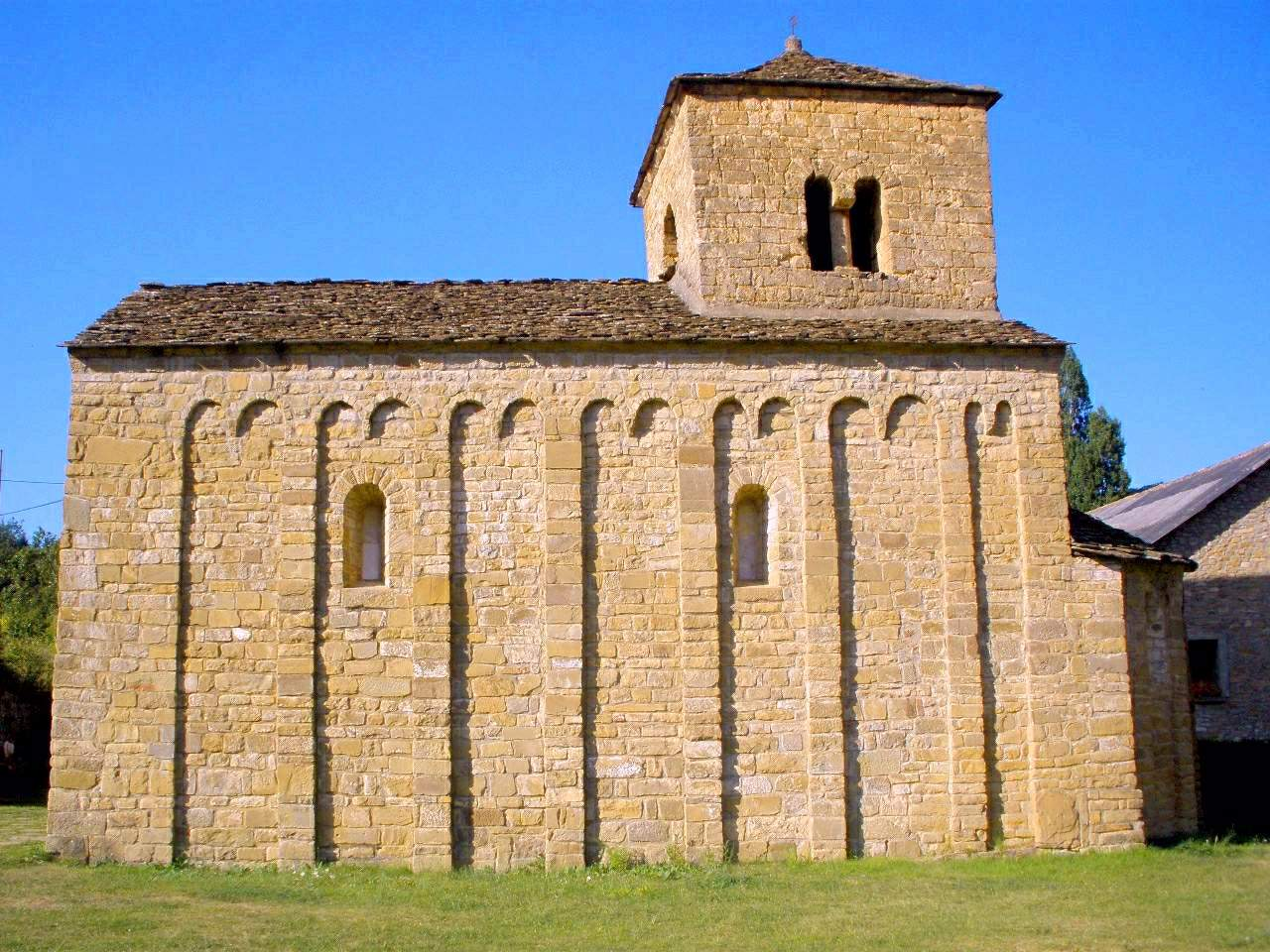
San Caprasio in Santa Cruz de la Serós

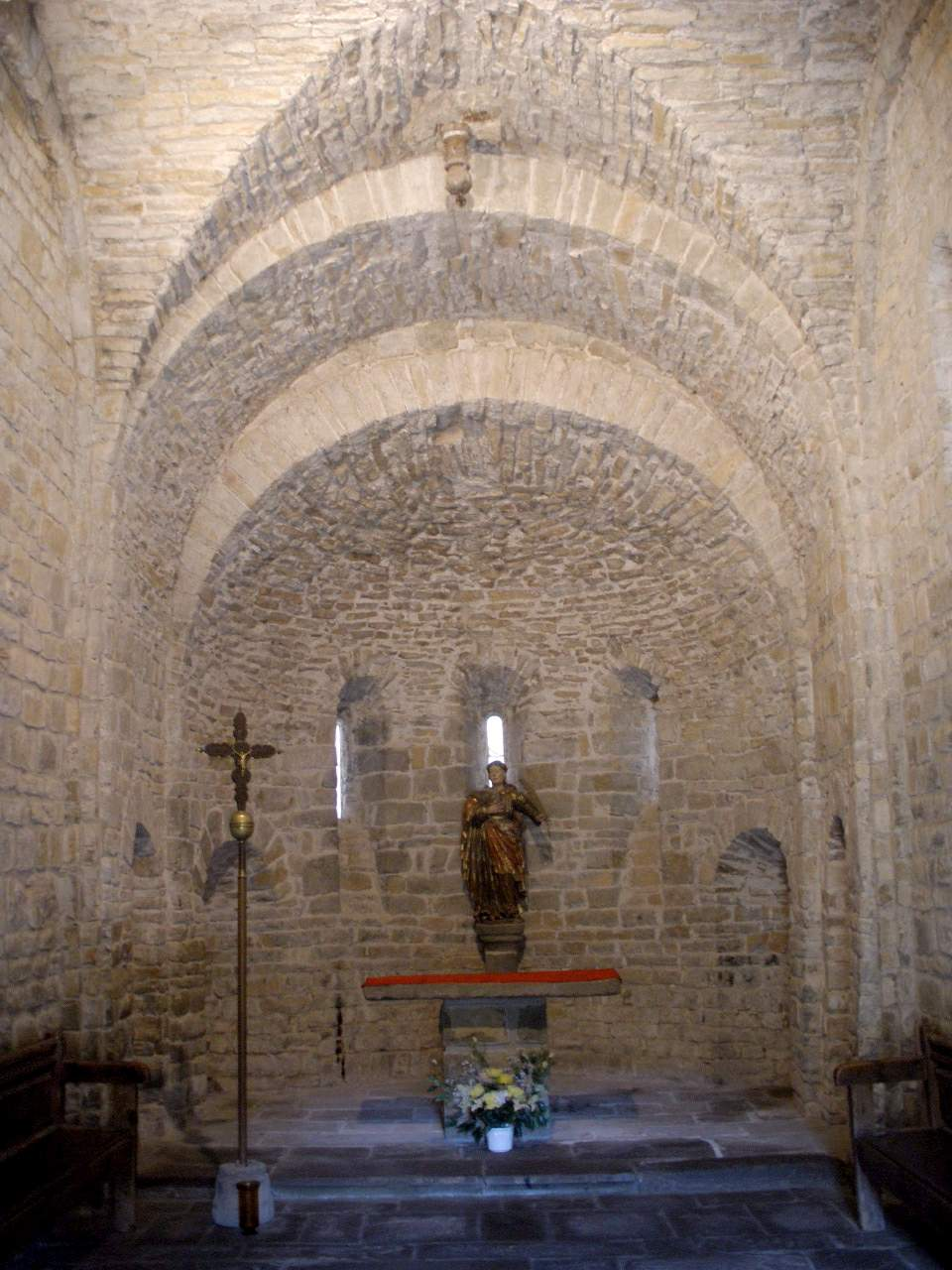
Apsis der Kirche

Die römisch-katholische Kirche San Caprasio in Santa Cruz de la Serós, einer Gemeinde in der spanischen Provinz Huesca der Autonomen Gemeinschaft Aragonien, wurde im 11. Jahrhundert errichtet und ist dem heiligen Caprasius von Agen geweiht. Die Pfarrkirche ist seit 2004 ein geschütztes Baudenkmal (Bien de Interés Cultural).

## Geschichte
Die aus nur grob behauenen Steinen erbaute Kirche gehörte vermutlich zu einem Benediktinerkloster und wurde wahrscheinlich um das Jahr 1060 errichtet. Der dazugehörige Konvent wurde im 12. Jahrhundert aufgelöst; die Kirche wurde Pfarrkirche und bekam noch im gleichen Jahrhundert einen schmucklosen und ungegliederten Glockenturmaufsatz.

## Beschreibung
Die Außenwände der Kirche sind durch Pilaster mit aufsitzenden Rundbogenfriesen im lombardisch-katalanischen Stil der Region gestaltet. Der quadratische Turmaufsatz besitzt auf allen Seiten gekuppelte Klangarkaden. Ungewöhnlich ist das nicht mittig in der Fassade platzierte Portal. Der steinsichtige Innenraum besteht aus einem zweijochigen, kreuzgratgewölbten und mit Gurtbögen versehenen Schiff und einer niedrigeren kalottengewölbten Apsis mit drei kleinen schmucklosen Rundbogenfenstern.